# Mosche da bar
Mosche da bar (Trees Lounge) è un film indipendente del 1996 scritto, diretto e interpretato da Steve Buscemi: si tratta della prima regia dell'attore italoamericano.
Candidato a due importanti riconoscimenti per il cinema indipendente, l'Independent Spirit Award per il miglior film d'esordio e l'Independent Spirit Award per la miglior sceneggiatura d'esordio (sempre per Buscemi, anche sceneggiatore), è stato presentato al Festival di Cannes 1996 nella sezione Quinzaine des Réalisateurs.

## Trama
Tommy Basilio, trentenne italo-americano quasi alcolizzato, dopo aver perso il lavoro da meccanico e la ragazza con cui stava insieme da 8 anni, trascorre praticamente tutte le sue giornate al bar Trees Lounge. Attorno a lui, amici e sbandati vari, e la figlia di un suo amico, per la quale Tommy si prende una cotta.

## Produzione
È stato girato nello stato di New York, in particolare a New York (tra il Queens e Brooklyn) e a Valley Stream.

## Critica
Commento del Morandini: "Divertente, asciutto, minimalista, stilisticamente quieto, all'insegna di un realismo comportamentale alla Cassavetes che, pur sconnesso e frammentario, ha un suo timbro personale. Nel ritratto di Tommy, stralunato nullafacente e fallito a tutti i livelli, che si è scritto addosso, l'attore-regista conferma la sua bravura di caratterista anomalo."